# Rozetaardkruiper
De rozetaardkruiper (Stenotaenia linearis) is een duizendpotensoort uit de familie van de Geophilidae. De wetenschappelijke naam van de soort werd in 1835 voor het eerst geldig gepubliceerd door Carl Ludwig Koch.

## Beschrijving
De rozetaardkruiper is een grote gelige soort (tot 55 mm lang), met 69 tot 81 paar poten en wordt daarom gemakkelijk ten onrechte geïdentificeerd als de gewone compostduizendpoot (Haplophilus subterraneus). De forciples van S. linearis hebben echter een kenmerkende vorm en de coxale poriën van de laatste poten zijn zeer onduidelijk en moeilijk te zien (veel zeer duidelijke coxale poriën bij H. subterraneus).